# Une vie de lapin
Pour plus de détails, voir Fiche technique et Distribution.
Une vie de lapin (The Heckling Hare en anglais) est un cartoon réalisé par Tex Avery en 1941 dans la série Merrie Melodies et mettant en scène le chien Willoughby et Bugs Bunny.

## Résumé
Un chien (Willoughby) est en train de pister Bugs et commence à creuser afin de le trouver. Après que Bugs lui ait fait son traditionnel « Euh, quoi de neuf docteur ? », le chien se fait piéger avec le coup du miroir et se fait assommer par Bugs. Ils continuent leur poursuite dans un étang avant que Bugs ne lui glisse une tomate dans la main, lui faisant croire que le chien a écrasé le lapin. Ce dernier creuse un trou qui débouche sur un précipice. Le chien tombe en nous promettant d'être plus prudent, tandis que Bugs, en se moquant de lui, tombe lui aussi dans le trou. Commence une série de hurlements qui se poursuivent tout au long de la longue chute des deux protagonistes. Mais quelques mètres avant de percuter le sol, ils « freinent » et se retrouvent saufs, juste pour se moquer du public.

## Une double fin
À l'issue de ce dessin animé, Tex Avery quitte la Warner Bros pour la MGM. 
Originellement, la séquence finale répétait la chute de Bugs et de Willoughby depuis une autre falaise et était accompagnée du commentaire de Bugs s'adressant au public : « Accrochez-vous à vos chapeaux, c'est reparti pour un tour ! ». Mais le producteur (Leon Schlesinger) n'a pas retenu cette dernière séquence. Selon Avery, Schlesinger trouvait que le public aurait pu faire un rapprochement entre les répliques de Bugs et une blague scabreuse alors très populaire, ainsi qu'associer la chute et la blague. Tex Avery sort des studios complètement furieux. Peu après, la MGM, mise au courant de l'incident, l'engage.

## Fiche technique
- Animation : Robert McKimson (comme Bob McKimson) et Rod Scribner (non crédité)
- Montage : Treg Brown (non crédité)
- Musique : Carl W. Stalling (directeur musical) et Milt Franklyn(chef d'orchestre, non crédité)
- Production : Leon Schlesinger
- Société de distribution : Warner Bros. Pictures
- Format : 1,37:1 - Technicolor
- Langue : anglais